# 蘇格蘭低地

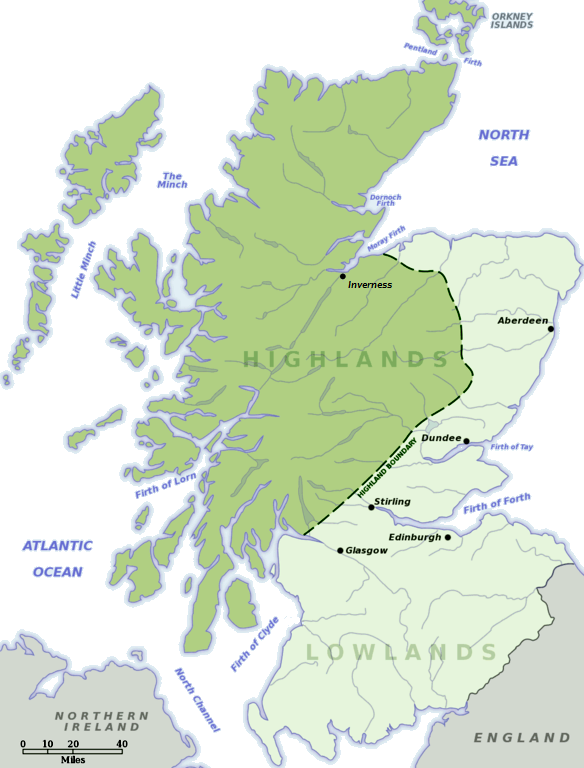
淺綠色標示「LOWLANDS」的地區是低地

蘇格蘭低地（低地蘇格蘭語： 或 ），是指位於蘇格蘭中部地勢相對較低地帶的總稱。
蘇格蘭低地這一概念和蘇格蘭北部的蘇格蘭高地相對，但使用頻度並沒有高地高。廣義的蘇格蘭低地包括了克萊德河河口鄧巴頓，和北海沿岸斯通黑文之間連線，及整個蘇格蘭中部和南部。
雖然被稱為低地，然而這並不意味著蘇格蘭低地的海拔高度就一定很低，低地最高的山峰梅里克山海拔達到843（2,766英尺）。蘇格蘭低地集中了蘇格蘭的大部分人口。蘇格蘭低地包括了首府愛丁堡以及阿伯丁、格拉斯哥、斯特林、鄧迪等主要都市。